# Schaatsen op de Olympische Winterspelen 1928

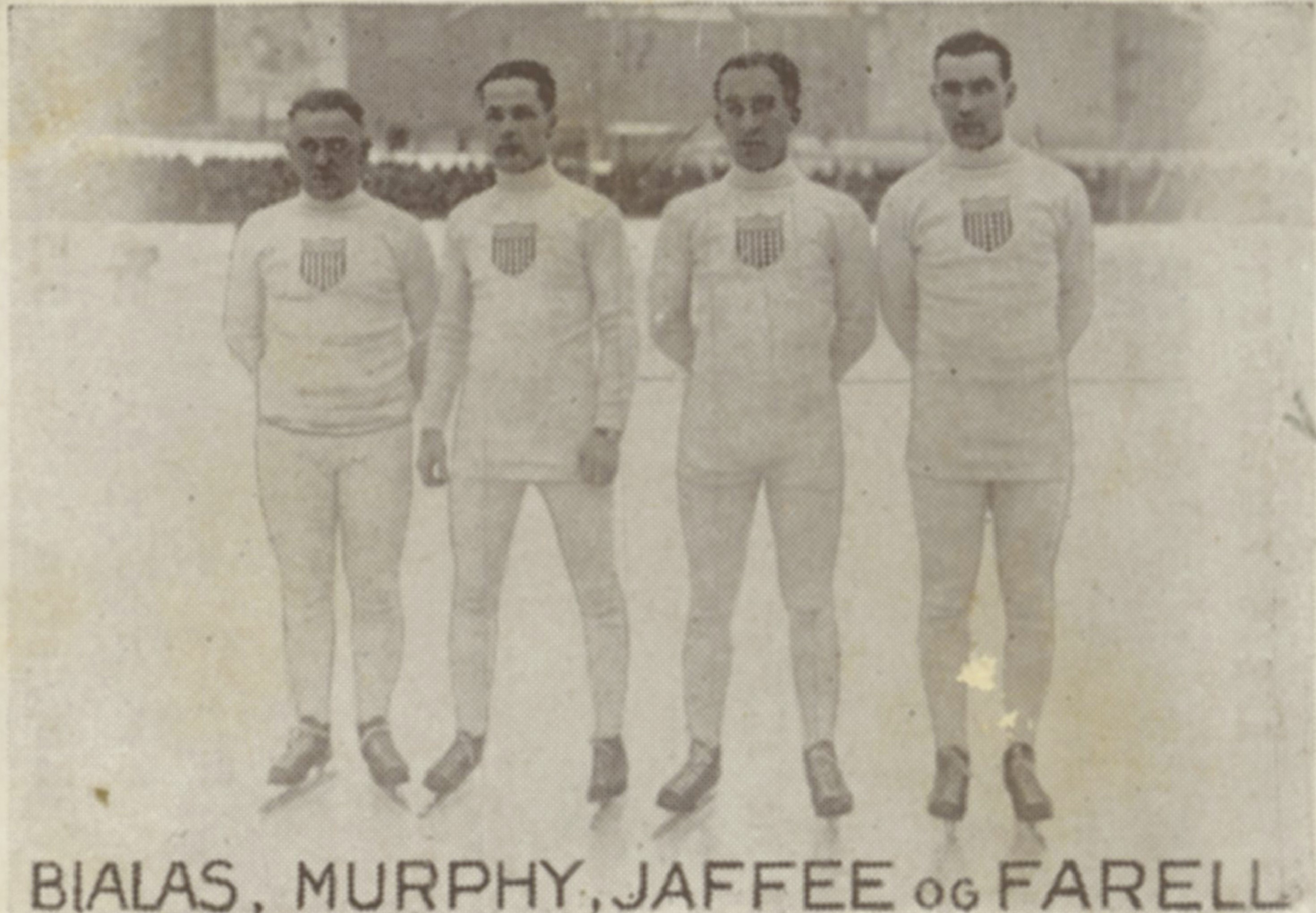
De Amerikaanse schaatsers op de Olympische Spelen in Sankt Moritz, 1928

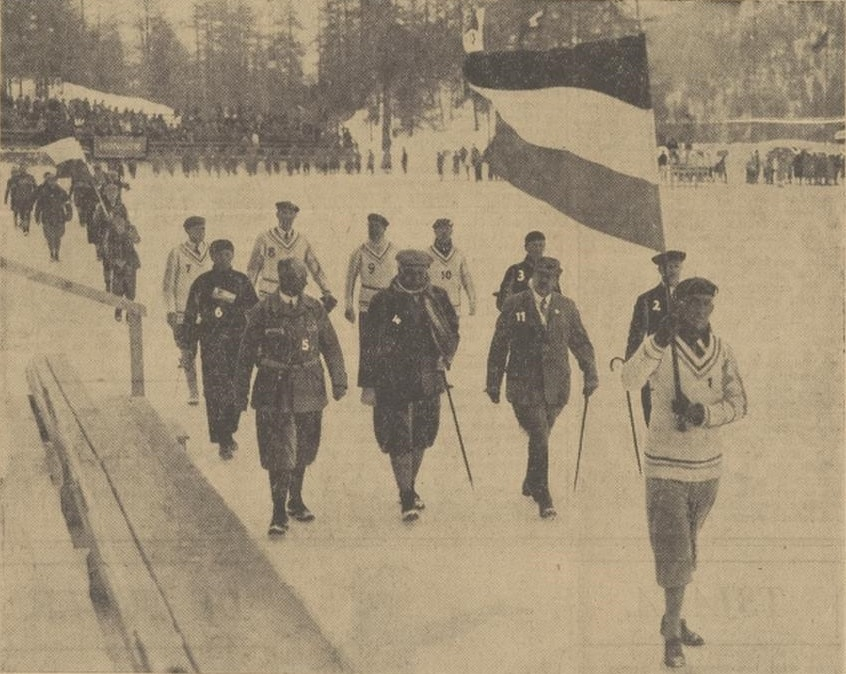
De Nederlanders tijdens de openingscere-monie. Wim Kos loopt links, en Siem Heiden rechts, in het zwart, op de middelste rij.

Schaatsen is een van de sporten die beoefend werden tijdens de Olympische Winterspelen 1928 in St. Moritz, Zwitserland. De schaatswedstrijden werden gehouden in het Badrutts Park.

## Heren

### 500 m
| Rang  | Sporter(s)      | Land | Tijd | Verschil |
| ----- | --------------- | ---- | ---- | -------- |
| Goud  | Bernt Evensen   | NOR  | 43,4 | OR       |
| Goud  | Clas Thunberg   | FIN  | 43,4 | OR       |
| Brons | Roald Larsen    | NOR  | 43,6 | + 0,2    |
| Brons | John Farrell    | USA  | 43,6 | + 0,2    |
| Brons | Jaakko Friman   | FIN  | 43,6 | + 0,2    |
| 6     | Haakon Pedersen | NOR  | 43,8 | + 0,4    |
| 7     | Charles Gorman  | CAN  | 43,9 | + 0,5    |
| 8     | Bertel Backman  | FIN  | 44,4 | + 1,0    |
|       |                 |      |      |          |
| 27    | Siem Heiden     | NED  | 49,9 | + 6,5    |
| 33    | Wim Kos         | NED  | 56,2 | + 12,8   |

### 1500 m
| Rang   | Sporter(s)       | Land | Tijd   | Verschil |
| ------ | ---------------- | ---- | ------ | -------- |
| Goud   | Clas Thunberg    | FIN  | 2:21,1 |          |
| Zilver | Bernt Evensen    | NOR  | 2:21,9 | + 0,8    |
| Brons  | Ivar Ballangrud  | NOR  | 2:22,6 | + 1,5    |
| 4      | Roald Larsen     | NOR  | 2:25,3 | + 4,2    |
| 5      | Edward Murphy    | USA  | 2:25,9 | + 4,8    |
| 6      | Valentine Bialas | USA  | 2:26,6 | + 5,5    |
| 7      | Irving Jaffee    | USA  | 2:26,7 | + 5,6    |
| 8      | John Farrell     | USA  | 2:26,8 | + 5,7    |
|        |                  |      |        |          |
| 18     | Siem Heiden      | NED  | 2:33,1 | + 12,0   |
|        | Wim Kos          | NED  | DNF    |          |

### 5000 m
| Rang   | Sporter(s)       | Land | Tijd   | Verschil |
| ------ | ---------------- | ---- | ------ | -------- |
| Goud   | Ivar Ballangrud  | NOR  | 8:50,5 |          |
| Zilver | Julius Skutnabb  | FIN  | 8:59,1 | + 8,6    |
| Brons  | Bernt Evensen    | NOR  | 9:01,1 | + 10,6   |
| 4      | Irving Jaffee    | USA  | 9:01,3 | + 10,8   |
| 5      | Armand Carlsen   | NOR  | 9:01,5 | + 11,0   |
| 6      | Valentine Bialas | USA  | 9:06,3 | + 15,8   |
| 7      | Michael Staksrud | NOR  | 9:07,3 | + 16,8   |
| 8      | Otto Polacsek    | AUT  | 9:08,9 | + 18,4   |
|        |                  |      |        |          |
| 11     | Siem Heiden      | NED  | 9:10,0 | + 19,5   |
| 19     | Wim Kos          | NED  | 9:34,2 | + 43,7   |

### 10.000 m
| Rang | Sporter(s)       | Land | Tijd    | Verschil |
| ---- | ---------------- | ---- | ------- | -------- |
|      | Irving Jaffee    | USA  | 18:36,5 |          |
|      | Bernt Evensen    | NOR  | 18:36,6 | + 0,1    |
|      | Otto Polacsek    | AUT  | 20:00,9 | + 1:24,4 |
|      | Rudolf Riedl     | AUT  | 20:21,5 | + 1:45,0 |
|      | Kęstutis Bulota  | LTU  | 20:22,2 | + 1:45,7 |
|      | Armand Carlsen   | NOR  | 20:56,1 | + 2:19,6 |
|      | Valentine Bialas | USA  | 21:05,4 | + 2:28,9 |
|      | Roald Larsen     | NOR  | DNF     |          |
|      | Ossi Blomquist   | FIN  | DNF     |          |
|      | Gustaf Andersson | SWE  | DNF     |          |

Wedstrijd wegens dooi afgebroken tijdens de vijfde rit, Wedstrijd werd niet hervat en er zijn geen medailles uitgereikt.

## Medaillespiegel
| Plaats | Land             | NOC    | Goud | Zilver | Brons | Totaal |
| ------ | ---------------- | ------ | ---- | ------ | ----- | ------ |
| 1      | Noorwegen        | NOR    | 2    | 1      | 3     | 6      |
| 2      | Finland          | FIN    | 2    | 1      | 1     | 4      |
| 3      | Verenigde Staten | USA    | 0    | 0      | 1     | 1      |
| Totaal | Totaal           | Totaal | 4    | 2      | 5     | 11     |

Chamonix 1924 · 
St. Moritz 1928 · 
Lake Placid 1932 · 
Garmisch-Partenkirchen 1936 · 
St. Moritz 1948 · 
Oslo 1952 · 
Cortina d'Ampezzo 1956 · 
Squaw Valley 1960 · 
Innsbruck 1964 · 
Grenoble 1968 · 
Sapporo 1972 · 
Innsbruck 1976 · 
Lake Placid 1980 · 
Sarajevo 1984 · 
Calgary 1988 · 
Albertville 1992 · 
Lillehammer 1994 · 
Nagano 1998 · 
Salt Lake City 2002 · 
Turijn 2006 · 
Vancouver 2010 · 
Sotsji 2014 · 
Pyeongchang 2018 · 
Peking 2022 · 
Milaan 2026
Lijst van olympische medaillewinnaars
Bobsleeën · Kunstrijden · Langlaufen · Militaire patrouille (demonstratie) · Noordse combinatie · Schaatsen · Schansspringen · Skeleton · IJshockey